# Американське товариство кінооператорів
Американське товариство кінооператорів (англ. American Society of Cinematographers, ASC) — освітня, культурна, професійна організація, заснована в 1919 році. Найстаріше та найпочесніше об'єднання кінооператорів.

## Історія та опис
Американське товариство кінооператорів створене 8 січня 1919 року шляхом злиття організацій Cinema Camera Club і Static Club of America.
ASC не є ні професійною спілкою, ні гільдією, членами можуть стати лише кінооператори та експерти зі спецефектів, за запрошеннями діючих членів. На даний час ASC налічує близько 340 членів і продовжує зростати. Президентом товариства (з червня 2016 року) є Кеєс ван Уструм (нід. Kees van Oostrum). Кінооператор, що є членом ASC, має право додавати після свого імені в титрах фільмів букви A.S.C.

## Нагороди
ASC є засновником наступних нагород:
Кінематограф
- Премія Американського товариства кінооператорів за найкращу операторську роботу

Телебачення
- Television Movie, Miniseries or Pilot
- Regular Series for Non-Commercial Television
- Regular Series for Commercial Television

Почесні нагороди
- Премія за життєві досягнення / Lifetime Achievement Award
- Премія за кар'єрні досягнення на телебаченні / Career Achievement in Television Award
- Нагорода ради керуючих / Board of Governors Award
- Міжнародна нагорода / International Award
- Нагорода президентів / Presidents Award

## Засновники[1]
| Філ Розен (Phil Rosen) Гомер Скотт (Homer Scott) Вільям Фостер (William C. Foster) Лоренс Клаусон (L.D. Clawson) Юджин Гаудіо (Eugene Gaudio) | Волтер Гриффін (Walter L. Griffin) Рой Клаффкі (Roy H. Klaffki) Чарльз Рошер (Charles Rosher) Виктор Мілнер (Victor Milner) Джозеф Огаст (Joseph H. August) | Артур Едісон (Arthur Edeson) Фред Гранвілл (Fred LeRoy Granville) Дж. Д. Дженнінгс (J.D. Jennings) Роберт Ньюард (Robert Newhard) Л. Гай Вілкі (L. Guy Wilky) |

## Публікації
- Журнал American Cinematographer видається з 1 листопада 1920 року донині.
- American Cinematographer Manual[4] — перша публікація в 1935 році під назвою The American Cinematographer Hand Book and Reference Guide. Перевидавався 9 разів до кінця 1950-х, у 1960 році з'явився під нинішньою назвою American Cinematographer Manual, до 2004 року зазнав також 9 перевидань.